# Petrominsk
Petrominsk (in lingua russa Пертоминск) è una città situata in Russia, nell'Oblast' di Arcangelo, più precisamente nel Primorskij rajon.